# Todd Stephenson
Todd Stephenson (* 9. Juni 1988 in Sydney) ist ein australischer Eishockeyspieler, der seit 2008 erneut bei den Sydney Ice Dogs in der Australian Ice Hockey League unter Vertrag steht. Sein Bruder Scott ist ebenfalls australischer Eishockeynationalspieler.

## Karriere
Todd Stephenson begann seine Karriere als Eishockeyspieler in seiner Heimatstadt bei den Sydney Ice Dogs, für die er zunächst ab 2003 in der Australian Ice Hockey League aktiv war und mit denen er 2004 den Goodall Cup gewann. 2008 zog es ihn für mehrere Monate nach Kanada, wo er für Kamloops Storm in der Kootenay International Junior Hockey League auf dem Eis stand. Mit Beginn der AIHL-Saison 2008 kehrte er in seine Geburtsstadt zu den Ice Dogs zurück, für die er seither wieder aktiv ist. 2013 gelang ihm mit den Ice Dogs der zweite Erfolg im Goodall Cup.

### International
Für Australien nahm Stephenson an den U18-Weltmeisterschaften 2004, 2005 und 2006 teil. Nachdem die Australier 2004 in die Division III abstiegen, gelang im Folgejahr der direkte Wiederaufstieg, so dass Stephenson mit seinem Team 2006 erneut in der Division II antreten konnte. Zudem stand er für seine Farben bei den U20-Weltmeisterschaften der Division II 2006 und 2007 teil.
Im Herrenbereich stand er im Aufgebot seines Landes bei den Weltmeisterschaften der Division I 2009 und 2012 sowie der Division II 2007, 2010, 2011, als ihm mit den Australiern der Aufstieg in die Division I gelang, 2013 und 2014.

## Erfolge und Auszeichnungen
- 2004 Goodall-Cup-Gewinn mit den Sydney Ice Dogs
- 2005 Aufstieg in die Division II bei der U18-Weltmeisterschaft der Division III
- 2011 Aufstieg in die Division I bei der Weltmeisterschaft der Division II, Gruppe A
- 2013 Goodall-Cup-Gewinn mit den Sydney Ice Dogs